# Corgathalia
Corgathalia é um gênero de traça pertencente à família Arctiidae.